# Alessandro Benzoni
Alessandro Benzoni (Milán, 26 de junio de 1999) es un deportista italiano que compite en remo. Ganó una medalla de oro en el Campeonato Mundial de Remo de 2022, en la prueba de cuatro scull ligero.

## Palmarés internacional
| Campeonato Mundial | Campeonato Mundial       | Campeonato Mundial | Campeonato Mundial  |
| Año                | Lugar                    | Medalla            | Prueba              |
| ------------------ | ------------------------ | ------------------ | ------------------- |
| 2022               | Račice (República Checa) | Medalla de oro     | Cuatro scull ligero |